# 49. Oscar-gála
Az 49. Oscar-gálát, a Filmakadémia díjátadóját 1977. március 28-án tartották meg. Könnyedén politikai nagygyűlésé válhatott volna ez az este, elsőnek az egyik házigazda, Richard Pryor faji megkülönböztetéssel vádolta meg a Filmakadémiát, mert a 3349 tagjából csak ketten feketék Sidney Poitier és Harry Belafonte. Aztán Jane Fonda egy híres írónőt hívott a színpadra, Lillian Hellmant aki elmesélte hogyan üldözte el Hollywoodból a McCarthys feketelistázás. És a jelölt filmek között ott volt a politikai mondanivalóval bővelkedő Az elnök emberei is. A legtöbb díjat a televíziós világ kíméletlen hátterét bemutató Hálózat nyerte. Első alkalommal adtak ki posztumusz díjat, Peter Finch a Hálózat főszereplője január 14-én szívroham következtében elhunyt.
Jodie Foster a 12 éves filmcsillag  a Taxisofőr prostituált szerepével került a jelöltek közé, bár a Kaliforniai Népjóléti Hivatal kötelezte a négyórás pszichológiai vizsgálatra, akinek Jodie azt mondta: Egy mai tízéves már mindent tud a szexről, csak a felnőttek nem veszik tudomásul.

## Kategóriák és jelöltek
nyertesek félkövérrel jelölve

### Legjobb film
- Rocky – Chartoff-Winkler, United Artists – Irwin Winkler, Robert Chartoff
  - Dicsőségre ítélve (Bound for Glory) – United Artists – Robert F. Blumofe, Harold Leventhal
  - Hálózat (Network) – Gottfried/Chayefsky, Metro-Goldwyn-Mayer/United Artists – Howard Gottfried
  - Az elnök emberei (All the President's Men) – Wildwood, Warner Bros. – Walter Coblenz
  - Taxisofőr (Taxi Driver) – Bill/Phillips-Scorsese – Michael Phillips, Julia Phillips

### Legjobb színész
- Peter Finch  –  Hálózat
  - Robert De Niro      –  Taxisofőr (Taxi Driver)
  - Giancarlo Giannini  –  Világszép Pasqualino
  - William Holden      –  Hálózat
  - Sylvester Stallone  –  Rocky

### Legjobb színésznő
- Faye Dunaway  –  Hálózat (Network)
  - Marie-Christine Barrault  –  Sógorok, sógornők (Cousin, cousine)
  - Talia Shire  –  Rocky
  - Sissy Spacek  –  Carrie
  - Liv Ullmann  –  Szemben önmagunkkal (Face to Face)

### Legjobb férfi mellékszereplő
- Jason Robards  –  Az elnök emberei
  - Ned Beatty  –  Hálózat
  - Burgess Meredith  –  Rocky
  - Laurence Olivier  –  Marathon életre-halálra
  - Burt Young  –  Rocky

### Legjobb női mellékszereplő
- Beatrice Straight – Hálózat
  - Jane Alexander – Az elnök emberei
  - Jodie Foster – Taxisofőr (Taxi Driver)
  - Lee Grant – Elkárhozottak utazása (Voyage of the Damned)
  - Piper Laurie – Carrie

### Legjobb rendező
- John G. Avildsen – Rocky
  - Ingmar Bergman – Szemben önmagunkkal
  - Sidney Lumet – Hálózat
  - Alan J. Pakula – Az elnök emberei
  - Lina Wertmüller – Hétszépségű Pasqualino

### Legjobb eredeti történet
- Hálózat – Paddy Chayefsky
  - Cousin, cousine – Jean-Charles Tacchella, Daniele Thompson
  - The Front – Walter Bernstein
  - Rocky – Sylvester Stallone
  - Seven Beauties – Lina Wertmüller

### Legjobb adaptált forgatókönyv
- Az elnök emberei – William Goldman forgatókönyve Carl Bernstein és Bob Woodward könyve alapján
  - Dicsőségre ítélve (Bound for Glory) – Robert Getchell forgatókönyve Woody Guthrie könyve alapján
  - Fellini-Casanova – Federico Fellini, Bernardino Zapponi forgatókönyve Giacomo Casanova: ’’Histoire de ma vie’’ című életrajza alapján
  - The Seven Percent Solution – Nicholas Meyer saját regényéből
  - Az elátkozottak utazása – David Butler, Steve Shagan forgatókönyve Gordon Thomas és Max Morgan Witts regénye alapján

### Legjobb operatőr
- Haskell Wexler, Dicsőségre ítélve (Bound for Glory)
  - Richard H. Kline, King Kong
  - Ernest Laszlo, Logan's Run
  - Owen Roizman, Hálózat
  - Robert Surtees, Csillag születik (A Star Is Born)

### Látványtervezés és díszlet
- George Jenkins, George Gaines – Az elnök emberei
  - Elliot Scott, Norman Reynolds – The Incredible Sarah
  - Gene Callahan, Jack Collis, Jerry Wunderlich – Az utolsó filmcézár
  - Dale Hennesy, Robert de Vestel – Logan futása
  - Robert F. Boyle, Arthur Jeph Parker – A mesterlövész

### Legjobb vágás
- Rocky – Richard Halsey, Scott Conrad
  - All the President's Men – Robert L. Wolfe
  - Dicsőségre ítélve – Robert Jones, Pembroke J. Herring
  - Hálózat – Alan Heim
  - Two-Minute Warning – Eve Newman, Walter Hannemann

### Legjobb vizuális effektus
- Carlo Rambaldi, Glen Robinson, Frank Van der Veer – King Kong és a Logan futása
  - L. B. Abbott, Glen Robinson, Matthew Yuricich – Logan futása

### Legjobb idegen nyelvű film
- Black and White in Color (Noir et blancs en couleur) (Côte d'Ivoire) – France 3 Cinéma, Reggane Films, Smart Film Produktion, Société Française de Production (SFP), Société Ivoirienne de Cinema – Arthur Cohn, Jacques Perrin, Giorgio Silagni producerek – Jean-Jacques Annaud rendező
  - Cousin, Cousine (Franciaország) – Films Pomeru, Gaumont International – producer – Jean Charles Tacchella rendező
  - Jacob the Liar (Jakob, der Lügner) (Németország) – DEFA-Studio für Spielfilme, Deutscher Fernsehfunk (DFF), Barrandov Studios, Westdeutscher Rundfunk (WDR) – Herbert Ehler producer – Frank Beyer rendező
  - Nights and Days (Noce i dnie) (Lengyelország) – Zespol Filmowy "Kadr" – producer – Jerzy Antczak rendező
  - Seven Beauties (Pasqualino Settebellezze) (Olaszország) – Medusa Produzione – Arrigo Colombo, Giancarlo Giannini, Lina Wertmüller producerek – Lina Wertmüller rendező

### Legjobb filmzene

#### Eredeti filmzene
- Ómen (The Omen) – Jerry Goldsmith
  - Megszállottság (Obsession) – Bernard Herrmann (posztumusz)
  - A törvényenkívüli Josey Wales (The Outlaw Josey Wales) – Jerry Fielding
  - Taxisofőr (Taxi Driver) – Bernard Herrmann (posztumusz)
  - Az elátkozottak utazása (Voyage of the Damned) – Lalo Schifrin

#### Eredeti dalszerzés és annak adaptációja vagy adaptált filmzene
- Dicsőségre ítélve (Bound for Glory) – Leonard Rosenman (adaptáció)
  - Bugsy Malone – Paul Williams (dalszerzés és adaptáció)
  - Csillag születik (A Star Is Born) – Roger Kellaway (adaptáció)

## Statisztika

### Egynél több jelöléssel bíró filmek
- 10 : Hálózat
- 9 : Rocky
- 8 : Az elnök emberei
- 5 : Dicsőségre ítélve
- 4 : Taxisofőr

### Egynél több díjjal bíró filmek
- 4 : Hálózat, Az elnök emberei
- 3 : Rocky
- 2 : Dicsőségre ítélve

## Külső hivatkozások
- Az 1977. év Oscar-díjasai az Internet Movie Database-ben